# Жумискер (Майський район)
Жумиске́р (каз. Жұмыскер) — село у складі Майського району Павлодарської області Казахстану. Адміністративний центр Казанського сільського округу.
Населення — 485 осіб (2021; 623 у 2009, 919 у 1999, 1399 у 1989).
Національний склад станом на 1989 рік:
- казахи — 100 %

У радянські часи село також називалось Совхоз Казанський.